# Hannah Cullwick
Hannah Cullwick (Shropshire, 26 de maio de 1833 — Shropshire, 9 de julho de 1909) foi uma escritora britânica que, em suas obras, revelou aspectos das relãções entre servos da Era Vitoriana e seus mestres.